# Zilver
Zilver is een scheikundig element met symbool Ag en atoomnummer 47. Het is een wit overgangsmetaal.

## Ontdekking
Zilver werd al voor het begin van onze jaartelling gebruikt voor versiersels en als betaalmiddel. Uit opgravingen blijkt dat al 4000-3500 v.Chr. zilver werd gescheiden van lood op eilanden in de Egeïsche Zee en Anatolië. Vaak werd zilver geassocieerd met de maan, de zee en verschillende goden. In de alchemie werd voor zilver het symbool van een halve maan gebruikt en alchemisten noemden het Luna. Van het metaal kwik werd gedacht dat het een soort zilver was. In sommige talen blijkt dat nog uit de naam die kwik heeft zoals quicksilver in het Engels of kwikzilver (met de betekenis levend zilver) in wat ouder Nederlands. Veel later bleek het om twee volstrekt verschillende elementen te gaan.
De naam zilver komt via het Oudhoogduitse silbar van de Germaanse wortel *seluƀra-. Men vermoedt dat het hier een leenwoord betreft dat uit het huidige Turkije of van nog verder weg afkomstig is. Zilver heet in het Latijn argentum, waar zilver het symbool Ag aan dankt.

## Toepassingen
Zilver is een veelgebruikt materiaal in de toegepaste kunst.
- Zilver wordt gebruikt voor de vervaardiging van bestek.
- Reliëfs, portretbustes, reliekhouders, doopschelpen en ander liturgisch vaatwerk, kandelaars, tabaks- en snuifdozen, koffiekannen, tafelzilver en andere sier- en gebruiksvoorwerpen worden vaak in zilver uitgevoerd. De plaats Schoonhoven in Zuid-Holland is bekend vanwege zijn zilversmeden en zilverindustrie. Maastrichts zilver is de aanduiding van zilveren sier- en gebruiksvoorwerpen, die vanaf de 15e eeuw, maar vooral in de 17e en 18e eeuw, in Maastricht zijn vervaardigd.
- Sterlingzilver, dat is een legering met zeer hoog gehalte zilver, wordt door edelsmeden veel gebruikt voor de vervaardiging van sieraden. Zilveren armbanden, halskettingen en oorringen zijn al uit de Oudheid bekend. In de 18e eeuw waren zilveren schoengespen in de mode. Een bedelarmband is vrijwel altijd van zilver.
- Zilver wordt ook gebruikt om voorwerpen gemaakt van minderwaardige metalen te verzilveren.

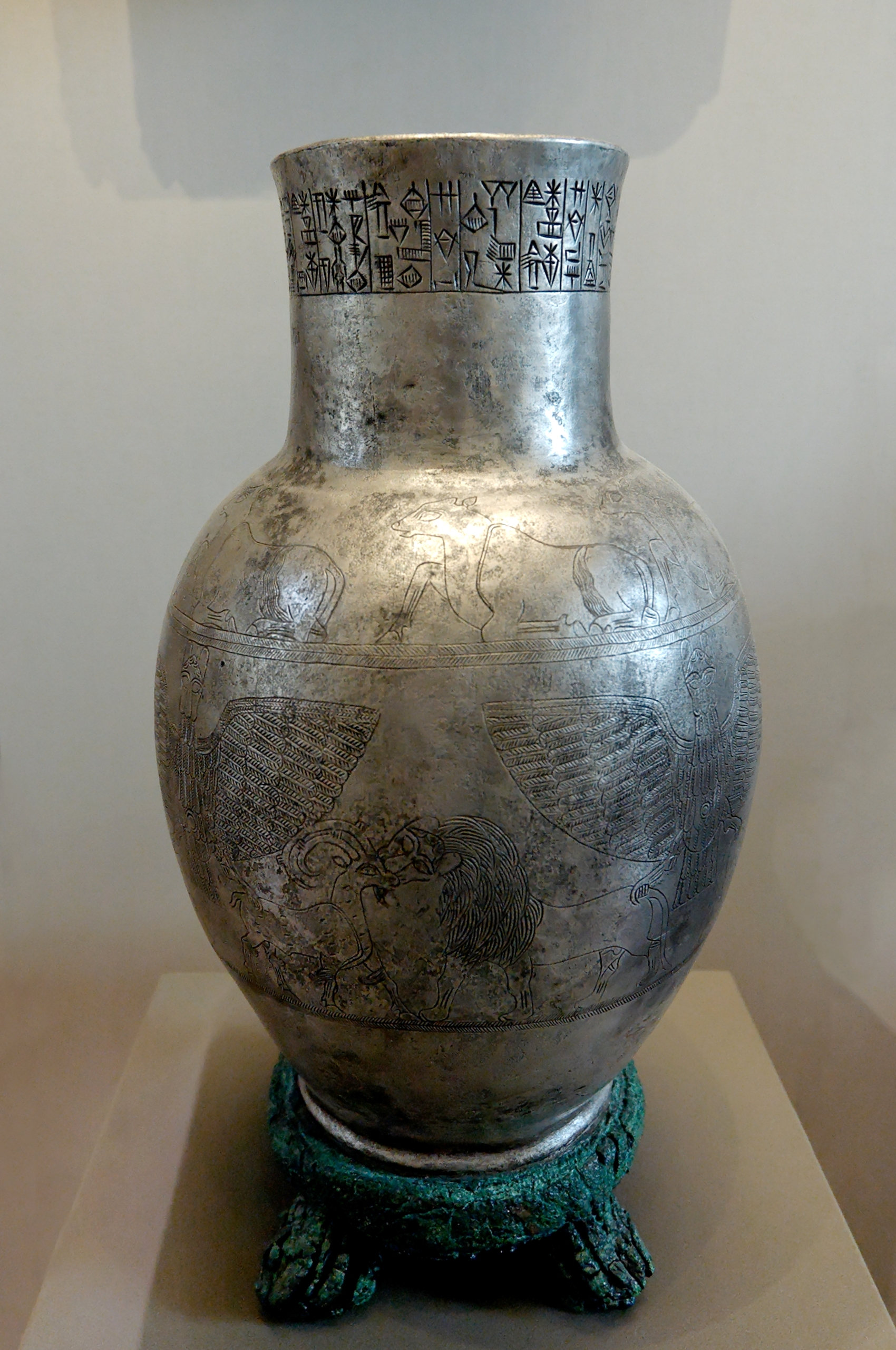
Zilveren vaas uit Girsu (ca. 2400 v. Chr.), Louvre
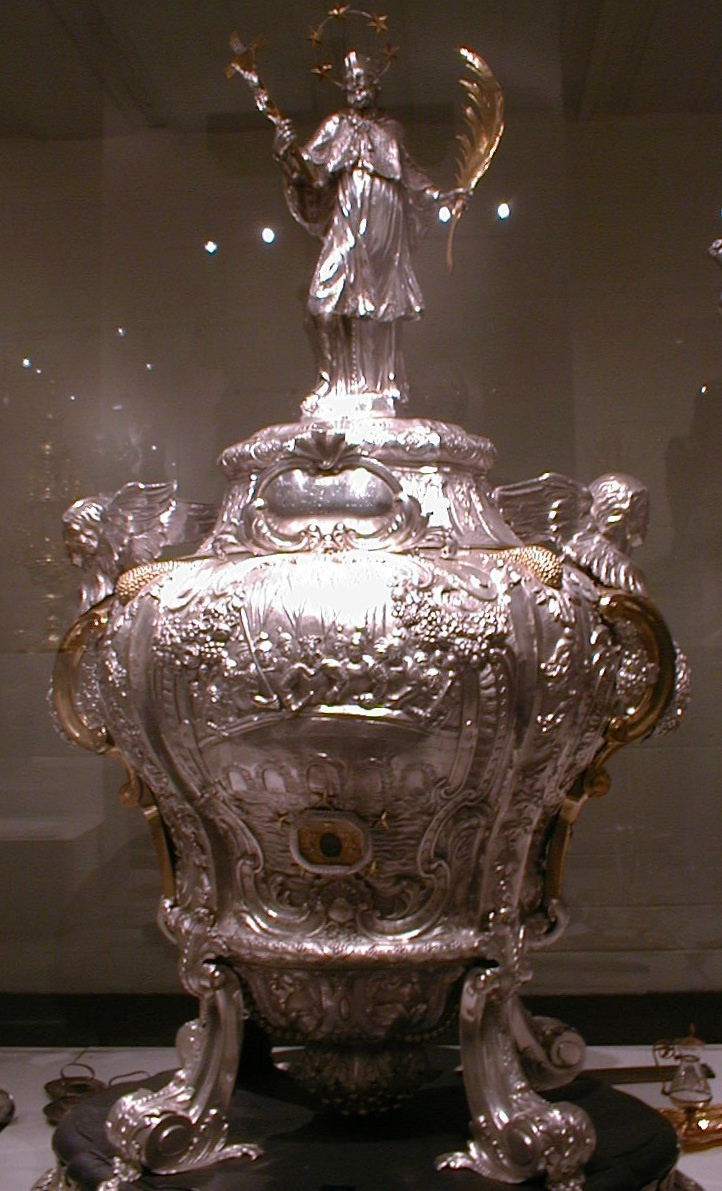
Reliekschrijn in zilver (18e eeuw)
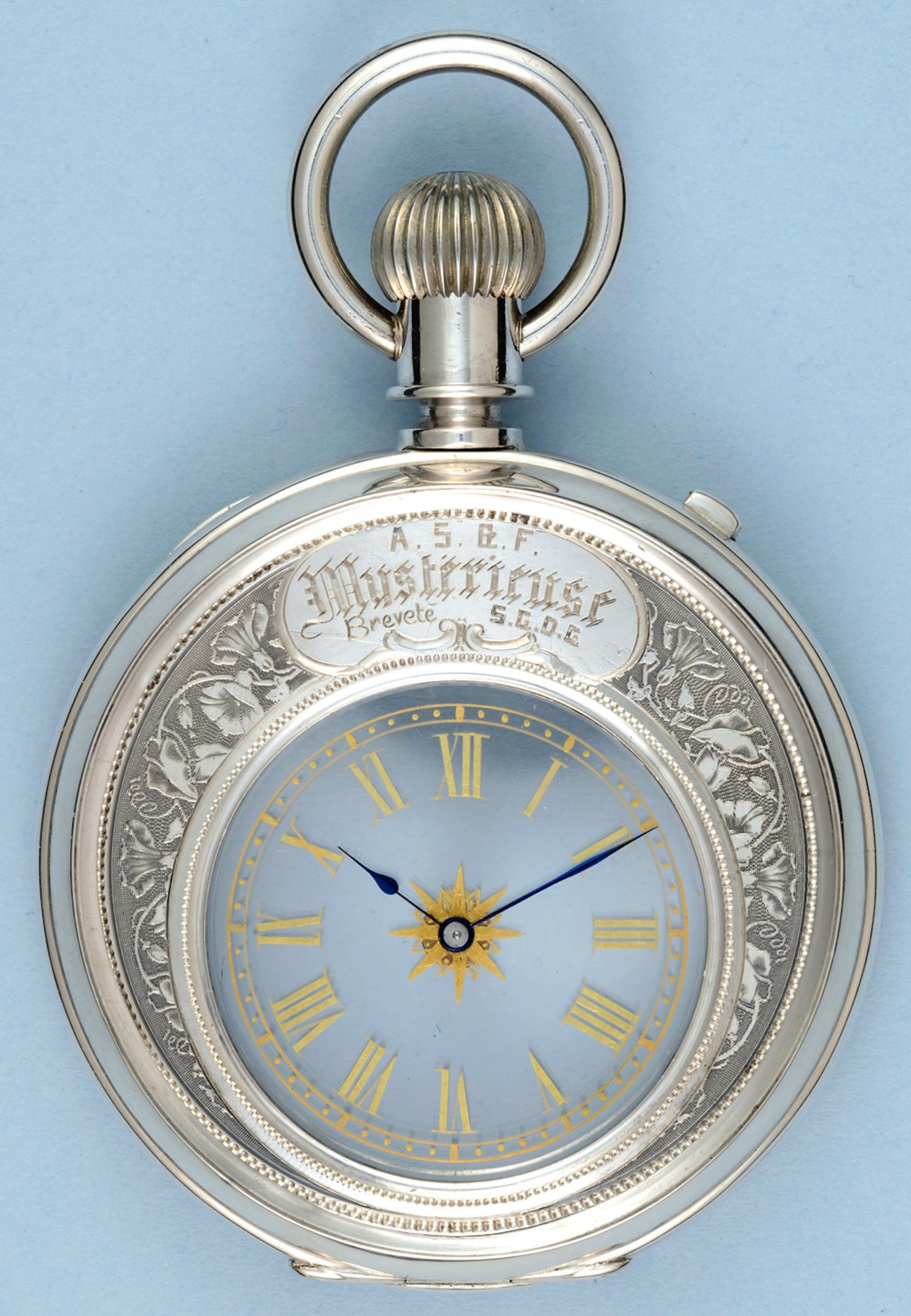
Montre mystérieuse (ca. 1889), Musée d'Horlogerie du Locle, Zwitserland

Zilver heeft ook veel praktische toepassingen.
- Tot diep in de 20e eeuw waren munten van zilver en goud de belangrijkste betaalmiddelen van de mensheid. een Zilverling is een zilveren munt. Er zijn minstens veertien talen waarin het woord zilver ook geld betekent. Een bekend voorbeeld is het Franse argent. Tegenwoordig zien we het gebruik van zilver alleen nog bij herdenkingsmunten en andere verzamelaarsmunten en penningen.
- Bladzilver, bestaande uit dunne plakjes zilver, wordt ter decoratie gebruikt, bijvoorbeeld in de schilderkunst (iconen) of bij de vervaardiging van goudleer. Een bijzondere toepassing van bladzilver is vark of varakh, het in India populaire gebruik om gebak te versieren met zeer dunne laagjes puur zilver.
- De goede elektrische geleiding van zilver maakt het een zeer geschikt materiaal in elektrische en elektronische producten. In circuits worden zilver en zilverlegeringen gebruikt om componenten met elkaar te verbinden. Voor langere verbindingen is zilver te duur.
- Voor spiegels van zeer hoge kwaliteit is zilver geschikt omdat het over goede lichtreflecterende eigenschappen bezit. Maar meestal wordt hiervoor aluminium gebruikt omdat het veel goedkoper is.
- Als katalysator wordt zilver in de industrie gebruikt voor bijvoorbeeld de productie van formaldehyde en etheenoxide.
- In de tandheelkunde wordt zilver gebruikt in een legering met kwik (amalgaam).
- Vanwege de desinfecterende eigenschappen wordt zilver tegenwoordig ook weer gebruikt voor het zuiveren of zuiver houden van drinkwater. Speciaal voor kleine hoeveelheden water (tot 100 liter) is zilver (als zilvernitraat) eenvoudiger te doseren en toe te passen dan chloor. In de geneeskunde werd colloïdaal zilver vroeger als antibioticum gebruikt, in de alternatieve geneeskunde gebeurt dit nog steeds. Niet alle soorten zilver worden gebruikt om water te zuiveren. Zilverionen (ionisch zilver) zijn de belangrijkste soorten die worden gebruikt voor waterzuivering. Zilverionen worden verkregen uit zilverzouten, waaronder zilverchloride (Ag+Cl-) of zilvernitraat (Ag+NO3-). De ionen kunnen ook chemisch worden geproduceerd. Onderzoek toont aan dat zilverionen behoorlijk effectief zijn in het verminderen van gewone bacteriën in water, waaronder Pseudomonas aeruginosa, Legionella pneumophila, Escherichia coli, Acinetobacter baumannii en Stenotrophomonas maltophilia. Het zilver is bij voorkeur in de samenstelling aanwezig als het vrije ion Ag+ dat beter ageert tegen bacteriën dan Ag++.
- In het laboratorium wordt zilvernitraat veel toegepast als reagens in chloridebepalingen, waaronder bij neerslagtitraties. Daarbij wordt het onoplosbare zilverchloride gevormd.
- Zilver wordt als zilverhalogeniden in de fotografie gebruikt.
- Fijn verneveld zilverjodide wordt gebruikt om regen te maken en om mist te reduceren rondom vliegvelden. Zilverjodide zorgt namelijk voor de aggregatie van kleine waterdruppels die de wolken vormen.
- Zilver wordt veelvuldig toegepast in industrieel hardsoldeer. Dit zijn zilver-koperlegeringen met tot wel 50% zilver.

## Opmerkelijke eigenschappen
Zilver is een eenvoudig te bewerken metaal, het is buigbaar, dat iets harder is dan goud en beschikt over een witte glans. Zilver is van alle metalen de beste geleider en heeft de laagste overgangsweerstand, beter dan koper en goud. Goud wordt daarentegen vaker gebruikt omdat het niet corrodeert. Daarnaast geleidt zilver van alle metalen warmte het best en heeft het de hoogste optische reflectie (tenminste als het zichtbaar licht betreft; ultraviolet licht reflecteert het slecht).
Zilverhalogeniden zijn gevoelig voor licht. Het metaal is stabiel in zuivere lucht en zuiver water, maar indien blootgesteld aan ozon of waterstofsulfide verkleurt het. In het geval dat zilver met zwavel of verbindingen daarvan in aanraking komt vormt zich een zwarte laag van zilversulfide.

## Gehalte
De glans van zilver maakt het een gewild metaal voor sieraden en zilveren voorwerpen als bestek, schalen, kandelaars en dienbladen. Vaak zijn deze voorwerpen voorzien van gestempelde keurtekens als: een jaarlettermerk, een meesterteken en een gehalteteken. Het gehalteteken is na een proef door een, door de overheid aangewezen waarborginstelling verleend.
Meestal gebruikt men eerste gehalte en tweede gehalte zilver. Eerste gehalte (925/1000) is een legering van 92,5% zilver en 7,5% koper of een ander metaal. In sommige Engelstalige landen wordt hiervoor de term sterling gebruikt. De gehalten van zilveren voorwerpen die in Nederland met keurtekens worden gewaarborgd zijn: 925/1000, 835/1000 (tweede gehalte) en 800/1000 (derde gehalte).
De woorden nieuw zilver, oud zilver, Duits zilver, hotelzilver, muntzilver, djokjazilver of andere combinaties met het woord zilver zijn niet toegestaan voor voorwerpen van onedele metalen zoals alpaca of legeringen beneden het wettelijk zilvergehalte. De afkorting BWG (beneden wettelijk gehalte) of BWZG (beneden wettelijk zilvergehalte) duidt op een lager zilvergehalte dan 800.
Ook in België onderscheidt men: eerste gehalte: 925 duizendste en tweede gehalte: 835 duizendste. Er geldt dat het zilvergehalte uitgedrukt in duizendsten, wordt voorafgegaan door de symbolische letters AG (in hoofdletters).
Buiten Nederland en België gebruikt men voor zilverhoudende legeringen met een lager zilvergehalte dan sterling (925) de term white metal. Ook zilver van het tweede gehalte, (835) valt in de categorie white metal.
Voor men in staat was metaal met behulp van elektrische stroom te verzilveren (elektroplating), produceerde men in de late 18e en vroege 19e eeuw gebruiksvoorwerpen van Sheffield plate. Dit bestond uit een laag koper, die aan de boven- en onderkant was versmolten met een laag zilver. Aan de zijkanten en hoeken werd de gelaagdheid van het materiaal vaak verborgen. (bijvoorbeeld met versmolten zilverdraad). De laagjes zilver op oud Sheffield plate zijn vaak aanzienlijk dikker dan men aantreft op voorwerpen die op moderne wijze (elektrolytisch of galvanisch) zijn verzilverd.

## Isotopen
Van zilver komen er in de natuur twee stabiele isotopen (107Ag en 109Ag) voor in ongeveer gelijke verhouding. Daarnaast zijn er ongeveer 28 radioactieve isotopen, waaronder zilver-103, bekend met halveringstijden variërend van enkele honderden jaren tot enkele minuten.
| Stabielste isotopen | Stabielste isotopen | Stabielste isotopen      | Stabielste isotopen      | Stabielste isotopen      | Stabielste isotopen      |
| Iso                 | RA (%)              | Halveringstijd           | VV                       | VE (MeV)                 | VP                       |
| ------------------- | ------------------- | ------------------------ | ------------------------ | ------------------------ | ------------------------ |
| 107Ag               | 51,839              | stabiel met 60 neutronen | stabiel met 60 neutronen | stabiel met 60 neutronen | stabiel met 60 neutronen |
| 108Ag               | syn                 | 418 j                    | EV                       | 2,027                    | 108Pd                    |
| 109Ag               | 48,161              | stabiel met 62 neutronen | stabiel met 62 neutronen | stabiel met 62 neutronen | stabiel met 62 neutronen |

## Scheikunde
Zilver staat in het periodiek systeem in dezelfde groep als koper en goud. Net als koper heeft ook zilver de valenties 1+ en 2+, naast metallisch zilver. In tegenstelling tot koper, dat standaard als tweewaardig ion voorkomt, is het meest voorkomende zilverion de eenwaardige vorm. De tweewaardige vorm is alleen stabiel naast zeer sterke oxidatoren, bijvoorbeeld in zilver(II)fluoride. In de complexometrie is zilver een metaal dat twee liganden kan binden, bijvoorbeeld in AgCl2−.
Net als goud dat in verbindingen vooral de oxidatiegetallen (1+) en (3+) heeft, vertoont ook zilver soms verbindingen waarin het drie-waardig is: tetrazilvertetroxide met de brutoformule {\displaystyle {\ce {Ag4O4}}}, maar dat beter beschreven wordt als {\displaystyle {\ce {Ag2O.Ag2O3}}}.
Zilver wordt in de analytische chemie in de vorm van zilvernitraat toegepast in de kwalitatieve- en kwantitatieve analyse van halogeniden, met name chloride.

## Toxicologie en veiligheid
Metallisch zilver is niet schadelijk maar veel zilver bevattende verbindingen zijn wel giftig en kunnen kankerverwekkend zijn. Sommige zilververbindingen kunnen de ziekte argyrie veroorzaken die onschadelijke maar permanente grijze of zwarte vlekken veroorzaakt op de huid. 
Als het menselijk lichaam in contact komt met een te hoge concentratie zilver, kan argyria optreden (Greene & Su, 1987). Hierbij zet zilver zich af in de huid, de nagels, de ogen, de mucosale membranen en verschillende organen (Greene & Su, 1987; Panyala et al., 2008). Waar zilver zich afzet treedt een blauw-grijze verkleuring op die wordt geïnduceerd door zilver zelf, maar ook door melanine dat wordt aangemaakt onder invloed van het zilver. Deze opvallende pigmentatie is vaak het enige symptoom van argyria en is het meest uitgesproken op lichaamsdelen die het meest worden blootgesteld aan de zon, zoals het gezicht en de handen (Greene & Su, 1987) (Figuur 1.6). Greene & Su (1987) onderscheiden twee mogelijke vormen van argyria, namelijk lokale argyria en algemene argyria. Lokale argyria ontstaat door direct contact van de huid met zilverhoudende substanties. In dit geval dringt zilver de huid binnen via de zweetklieren. Algemene argyria treedt op wanneer in het bloed een te hoge concentratie zilver aanwezig is. Zilver kan het bloed bereiken via de longen, maar ook via het gastro-intestinaal stelsel of via directe injectie. Wanneer bij de analyse van een huidbiopsie kleine zilvergranules (< 1 µm) worden gedetecteerd in de dermis en de exocriene zweetklieren wordt de diagnose van argyria gesteld (Greene & Su, 1987). Deze granules bevatten zilversulfide (Pariser, 1978). Er is geen behandeling ter beschikking, maar op lange termijn zijn er volgens Greene & Su (1987) geen gevolgen voor de gezondheid, met uitzondering van sociale en psychologische gevolgen. Een andere bron daarentegen meldt de ontwikkeling van manisch depressieve psychosen, aorta aneurysma en uiteindelijk zelf overlijden van de patiënt (Panyala et al., 2008).
Er is slechts 1 geval gekend van systemische argyria ten gevolge van overmatig gebruik van zilversulfadiazine (Payne et al., 1992). Argyria is een gekende complicatie bij het gebruik van flammazine ter behandeling van brandwonden. In dit geval echter gebruikte de patiënt 50 g flammazine per 2 dagen en dit gedurende 5 maanden, ter behandeling van ulcera. Er trad verkleuring op van de huid en de man werd gevoelloos in de armen. De diagnose van argyria neuropathie werd gesteld.
Ag+ is toxisch voor zoetwatervissen, door z’n inhiberend effect op het basolaterale Na+ ,K+ - ATPase, ter hoogte van de kieuwen (Wood et al., 1999). Dit heeft als gevolg dat Na+ en Clniet meer actief kunnen worden opgenomen in de cel, waardoor de osmoregulatie wordt verstoord en de vis kan sterven (Morgan et al., 1997). Bij zoutwatervissen is een grotere concentratie zilver nodig om toxiciteit te induceren, door de complexatie van Ag+ met Cl- (Wood et al., 1999). 
In Nederland geldt een drinkwaternorm van 50 µg/l (= 0,05 mg/l) voor zilver.

## Voorkomen
In de natuur komt zilver zowel ongebonden als in ertsen voor, zoals argentiet, acanthiet en chlorargyriet. Het wordt ook aangetroffen in lood-, loodzink-, koper-, goud- en kopernikkelertsen.
In 2017 leverden de mijnen in totaal 852 miljoen troy ounce zilver. Mexico was de grootste producent met 196,4 miljoen ounce of bijna een kwart van het wereldwijde totaal. Het land werd gevolgd door Peru, Volksrepubliek China, en Rusland. In Europa is Polen de grootste producent met 39,5 miljoen ounces, dit is 4,6% van de wereldwijde productie, in 2017.
Het grootste zilvermijnbedrijf is Fresnillo, een beursgenoteerde onderneming met mijnen in Mexico.
| Land    | Productie in miljoenen ounce | Aandeel in wereldproductie |
| ------- | ---------------------------- | -------------------------- |
| Mexico  | 196,4                        | 23,0%                      |
| Peru    | 147,5                        | 17,3%                      |
| China   | 112,6                        | 13,2%                      |
| Rusland | 42,0                         | 4,9%                       |
| Chili   | 40,5                         | 4,8%                       |

Behalve mijnbouw is recycling van oud zilver belangrijk. Het recyclen dekt ongeveer 25% van de jaarlijkse behoefte aan zilver.
In het verleden kon de ontdekking van zilver de start zijn van een opstoot van zilverkoorts.

## Zilverprijs

### Fixing
In mei 2014 werd bekend dat London Silver Market Fixing per 14 augustus gaat stoppen. De zilverprijs wordt al 117 jaar door deze organisatie vastgesteld. Er zijn drie banken actief betrokken bij vaststellen van de zilverprijs. Dit zijn HSBC, Bank of Nova Scotia en Deutsche Bank. De zilver fixing is een teleconferentie tussen de deelnemende banken waarbij verkopers en kopers hun opdrachten geven en op basis waarvan een evenwichtsprijs wordt bepaald. Deutsche Bank heeft aangegeven zich te willen terugtrekken en heeft geen vervanger kunnen vinden. Er wordt gezocht naar een alternatief om de prijs van zilver te bepalen.
Op de internationale goederenmarkten wordt de zilverprijs uitgedrukt in Amerikaanse dollars per troy ounce, dat is 31,103476 gram. In de onderstaande tabel de prijsontwikkeling van zilver op de Londense beurs vanaf 1990. De prijzen zijn jaargemiddelden en luiden in Amerikaanse dollars per troy ounce:
| Jaar | Prijs  |
| ---- | ------ |
| 1990 | $ 4,83 |
| 1991 | $ 4,06 |
| 1992 | $ 3,95 |
| 1993 | $ 4,21 |
| 1994 | $ 5,28 |
| 1995 | $ 5,20 |
| 1996 | $ 5,20 |
| 1997 | $ 4,90 |
| 1998 | $ 4,54 |
| 1999 | $ 5,22 |
| 2000 | $ 4,95 |

| Jaar | Prijs   |
| ---- | ------- |
| 2001 | $ 4,37  |
| 2002 | $ 4,60  |
| 2003 | $ 4,88  |
| 2004 | $ 6,66  |
| 2005 | $ 7,31  |
| 2006 | $ 11,55 |
| 2007 | $ 13,38 |
| 2008 | $ 14,99 |
| 2009 | $ 14,67 |
| 2010 | $ 20,19 |
| 2011 | $ 35,12 |

| Jaar | Prijs   |
| ---- | ------- |
| 2012 | $ 31,15 |
| 2013 | $ 23,79 |
| 2014 | $ 19,08 |
| 2015 | $ 15,68 |
| 2016 | $ 17,14 |
| 2017 | $ 17,05 |
| 2018 | $ 15,71 |
| 2019 | $ 16,21 |
| 2020 | $ 20,55 |
| 2021 | $ 25,14 |

### Handel
Zilver wordt veelvuldig toegepast in industriële processen en ongeveer de helft van de vraag naar zilver komt uit deze hoek. In de fotografie werd zilver ook veel toegepast, maar dit neemt sterk af; in 2003 lag het verbruik op zo’n 200 miljoen troy ounce, maar dit was gedaald tot zo’n 50 miljoen ounce in 2013. Verder wordt zilver gebruikt voor juwelen en munten. De vraag naar zilver vanuit speculatieve of beleggingsdoeleinden fluctueert heftig van jaar tot jaar. In 2007 was de schatting dat geen zilver voor dit doel werd gekocht, maar in 2013 kochten beleggers ongeveer 245 miljoen ounce zilver.

### Speculatie
In 1980 bereikte de zilverprijs een record door speculaties van de gebroeders Hunt, twee zonen van de Texaanse oliemiljardair H.L. Hunt, die vanaf 1970 stelselmatig zilver hadden opgekocht en uiteindelijk met een voorraad van 100 miljoen troy ounce de zilvermarkt hadden gecornerd. Na een record van $49 is de zilverprijs in 1980 ingestort, wat hen een paar miljard dollar verlies heeft opgeleverd. Het duurde tot april 2011 voordat deze hoge prijs weer werd bereikt.

## Taal
Veel elementen zijn naar zilver genoemd:
- Kobalt, genoemd naar de boze kobolden of kabouters die het kostbare zilvererts vervingen door waardeloos materiaal.
- Nikkel, nikkelzilver, naar een bijnaam voor de duivel, omdat soms met nikkel werd betaald in plaats van met zilver.
- Kwik of kwikzilver betekent vloeibaar zilver. Het symbool Hg is van Hydrargyrum, wat hetzelfde betekent.
- Platina betekent zilvertje.

Zilver staat symbool voor de tweede plaats in wedstrijden. In de taal wordt zilver ook gebruikt als aanduiding voor "waardevol" of "duurzaam", zoals:
- Een zilveren bruiloft staat voor een 25-jarige huwelijksverjaardag
- Een zilveren jubileum, zie jubileum

## Websites
- Lenntech.nl - zilver
- (en) EnvironmentalChemistry.com - zilver
- (en) WebElements.com - zilver
- (en)  Silver institute

Koper ·
Zilver ·
Goud ·
Röntgenium